# Kissel
Kissel er en dessert, der især er populær i Rusland, Ukraine og Polen og nogle af nabolandene. 
Kissel ligner den danske rødgrød eller frugtgrød ved at være lavet af den sødede saft af frugter og bær; saften jævnes med stivelse som kartoffelmel, og retten spises varm eller kold, fx med kvark eller semuljegrød.
| Mad og drikke | Spire Denne artikel om mad og drikke er en spire som bør udbygges. Du er velkommen til at hjælpe Wikipedia ved at udvide den. |